# Otta Wenskus
Otta Wenskus (Marburgo, 29 maggio 1955) è una filologa classica tedesca.
Figlia dello storico Reinhard Wenskus, Wenskus studiò filologia classica, glottologia e linguistica alle università di Gottinga, Firenze e Losanna, con varie borse di studio e di ricerca. Si laureò nel 1979, divenne Dr.phil. nel 1982 e si abilitò nel 1988. Durante l'anno accademico 1985/86 fu maître de conférences all'università di Caen e, da gennaio 1987 fino a marzo 1987, visiting scholar all' Institute for the History of Mathematics alla Brown University, Providence (Rhode Island). Durante i semestri estivi del 1990 ed 1992, fu professore supplente alle università, prima di Osnabrück e poi di Jena. Dal 1994 è professoressa ordinaria all'università di Innsbruck, dove insegna filologia classica e scienze dell'antichità all'Institut für Sprachen und Literaturen.
Fra i suoi soggetti di ricerca ci sono la storia delle scienze, soprattutto della medicina e dell'astronomia, le lingue techniche, il bilinguismo, l'epistolografia latina, gender studies, Stazio e Dante, e la recensione dell'antichità nella cultura popolare, soprattutto Star Trek.

## Pubblicazioni (selezione)
- Ringkomposition, anaphorisch-rekapitulierende Verbindung und anknüpfende Wiederholung im hippokratischen Corpus, Francoforte 1982 (tesi di dottorato, Gottinga 1982), ISBN 388-3-2339-00.
- Astronomische Zeitangaben von Homer bis Theophrast. Hermes Einzelschriften 55, Stoccarda 1990 (Habilitationsschrift, Gottinga 1988), ISBN 351-5-0553-39.
- Emblematischer Codewechsel und Verwandtes in der lateinischen Prosa. Zwischen Nähesprache und Distanzsprache, Innsbruck 1998, ISBN 978-3-8512-4672-8.
- Umwege in die Vergangenheit: Star Trek und die griechisch-römische Antike, Innsbruck 2009, ISBN 978-3-7065-4661-4.